# Église Saint-Mathieu d'Espalem
Pour les articles homonymes, voir Église Saint-Mathieu.
L'église Saint-Mathieu est un édifice situé à Espalem, en France.

## Localisation
L'église est située sur le territoire de la commune d'Espalem, dans le département de la Haute-Loire, en région Auvergne-Rhône-Alpes.

## Description
L'église date du XIIe siècle, elle est construite selon plan irrégulier dérivé de la croix latine. Un collatéral nord semble avoir été ajouté au XVIIe siècle, puis une chapelle sud au XIXe siècle. Chœur à une travée sous coupole de plan barlong articulé à une abside voûtée en cul-de-four. Chaque travée de nef s'organise de façon originale en deux arcs en plein cintre jumelés à retombées externes sur pieds-droits, à retombées internes sur colonne circulaire engagée originellement dans le mur gouttereau. Lors des adjonctions des collatéraux, ces colonnes sont devenues indépendantes mais doublées par un arc plus bas et légèrement décentré. À l'intérieur, le décor se concentre sur les culots figurés des pendentifs de la coupole, les chapiteaux à figures et décor pseudo végétal de l'abside, les motifs ornementaux à répétition, les besants sur le bahut.

## Historique
L'église est inscrite au titre des monuments historiques par arrêté du 30 avril 1986.

## Galerie

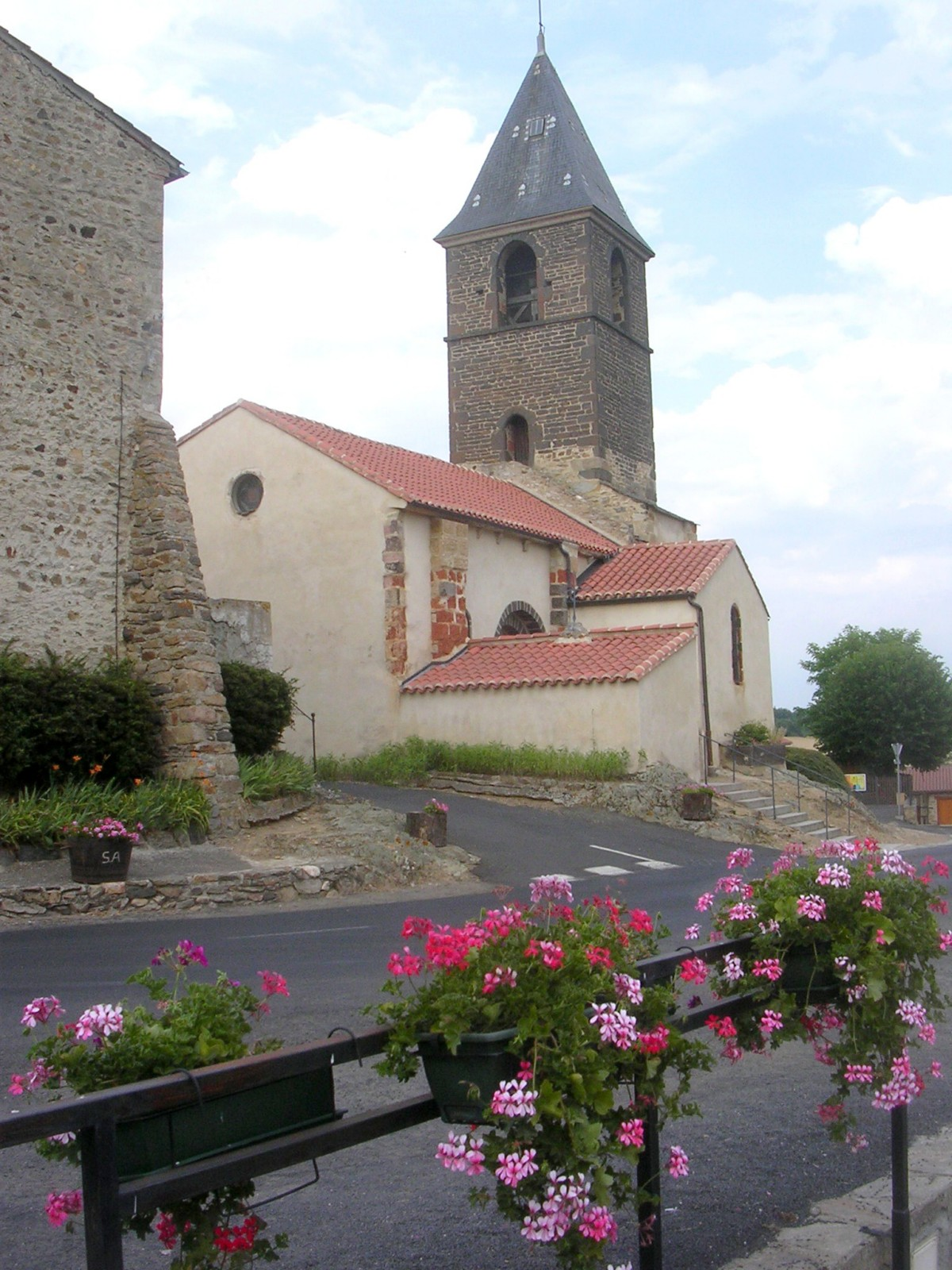